# ناحیه لیک، شهرستان لیک، میشیگان
ناحیه لیک (به انگلیسی: Lake Township) یک منطقهٔ مسکونی در ایالات متحده آمریکا است که در شهرستان لیک، میشیگان واقع شده‌است.
 ناحیه لیک ۹۳٫۲ کیلومتر مربع مساحت و ۸۴۹ نفر جمعیت دارد و ۲۵۰ متر بالاتر از سطح دریا واقع شده‌است.